# Sopwith Type 807
El Sopwith Admiralty Type 807 fue un hidroavión biplano británico de la década de 1910, diseñado y construido para el Almirantazgo por la Sopwith Aviation Company.

## Diseño y desarrollo
En julio de 1914, Sopwith produjo un biplano tractor de dos vanos, propulsado por un motor rotativo Gnome Monosoupape de 75 kW (100 hp), para competir en la carrera de hidroaviones del Circuit of Britain del Daily Mail de 1914. Realizó su vuelo inaugural como avión terrestre el 16 de julio de 1914, antes de ser equipado con el tren de aterrizaje de hidroavión previsto. Al estallar la Primera Guerra Mundial en agosto de 1914, el RNAS compró el avión Circuit of Britain.
El Almirantazgo encargó una versión del avión Circuit of Britain, que pasó a ser conocida como Type 807. Entregado por primera vez al RNAS en julio de 1914, el Type 807 se diferenciaba del Circuit of Britain en varios aspectos. Se aumentó la envergadura del ala superior, se arriostró el voladizo con pendolones y se adaptaron las alas para plegarse, utilizando el mecanismo patentado de Short Brothers; para simplificar esto, las alas no estaban decaladas. Poseía dos flotadores montados en soportes debajo del fuselaje y un flotador montado debajo de la cola. Estaba propulsado por un motor Gnome Monosoupape de 75 kW (100 hp) montado en el morro. Poseía dos cabinas abiertas en tándem, con el observador en la cabina delantera, debajo del borde de ataque del ala superior, y el piloto en la cabina trasera, debajo del borde de salida del ala superior. A veces fue denominado como Sopwith Folder. Sopwith desarrolló el avión Circuit of Britain en un avión terrestre (el Sopwith Two-Seat Scout).

## Historia operacional
El avión Circuit of Britain recibió la matrícula 896 cuando pasó a manos de la Armada Real. Su tren de flotadores resultó dañado en septiembre, por lo que tuvo que ser reequipado con un tren de aterrizaje terrestre. Fue utilizado como entrenador hasta el 22 de junio de 1915.
El RNAS encargó doce Type 807. Tres de ellos formaban parte del ala aérea embarcada a bordo del portahidroaviones HMS Ark Royal cuando zarpó hacia los Dardanelos en febrero de 1915. Fueron utilizados como aviones de reconocimiento, pero demostraron tener poca potencia y flotadores frágiles.

## Operadores
Reino Unido
- Real Servicio Aéreo Naval

## Especificaciones

### Características generales
- Tripulación: Dos (piloto y observador)
- Longitud: 9,4 m (30,7 ft)
- Envergadura: 13,3 m (43,5 ft)
- Altura: 3,4 m (11,2 ft)
- Superficie alar: 37,6 m² (404,7 ft²)
- Peso vacío: 717 kg (1580,3 lb)
- Peso cargado: 1107 kg (2439,8 lb)
- Planta motriz: 1× motor rotativo de 9 cilindros refrigerado por aire Monosoupape 9 Type B.
  - Potencia: 75 kW (103 HP; 102 CV)
- Hélices: Bipala de paso fijo

### Rendimiento
- Velocidad máxima operativa (Vno): 130 km/h (81 MPH; 70 kt)

### Armamento
- Bombas: 6 de pequeño tamaño

## Aeronaves relacionadas

### Secuencias de designación
- Secuencia Numérica (interna de Admiralty): ← 179 - 184 - 806 - 807 - 827 - 830 - 840 →